# Gaetano Grippi
Gaetano Grippi (Palermo, 24 aprile 1897 – Palermo, 29 giugno 1936) è stato un calciatore italiano, di ruolo difensore.

## Carriera
Cominciò la sua carriera nel Palermo, poi, dopo un periodo alla Triestina, militò nella Novese conquistando il titolo di campione d'Italia nella stagione 1921-1922. Nel 1923 si trasferì all'Inter dove rimase una stagione, poi trascorse un biennio nella Sampierdarenese. Dal 1926 al 1928 militò in Prima Divisione nella Biellese, conquistando la promozione in Divisione Nazionale al termine della stagione 1927-28. Nel 1928-29 militò in massima divisione con il Legnano. Nella stagione 1929-1930 militò nel Messina in terza serie.
Grippi fu prescelto come riserva della nazionale italiana e fece parte della rappresentativa operaia italiana che sconfisse per 7-2 quella francese.

## Statistiche

### Presenze e reti nei club
| Stagione               | Club                   | Campionato          | Campionato | Campionato |
| Stagione               | Club                   | Comp                | Pres       | Reti       |
| ---------------------- | ---------------------- | ------------------- | ---------- | ---------- |
| 1922-1923              | Novese                 | Prima Divisione     | 21         | 0          |
| Totale Novese          | Totale Novese          |                     | 21+        | 0+         |
| 1923-1924              | Inter                  | Prima Divisione     | 2          | 0          |
| 1924-1925              | Sampierdarenese        | Prima Divisione     | 24         | 0          |
| 1925-1926              | Sampierdarenese        | Prima Divisione     | 13         | 0          |
| Totale Sampierdarenese | Totale Sampierdarenese |                     | 37         | 0          |
| 1926-1927              | Biellese               | Prima Divisione     | 18         | 0          |
| 1927-1928              | Biellese               | Prima Divisione     | 19         | 0          |
| Totale Biellese        | Totale Biellese        |                     | 37         | 0          |
| 1928-1929              | Legnano                | Divisione Nazionale | 13         | 0          |
| 1929-1930              | Messina                | Prima Divisione     | 14         | 0          |
| Totale carriera        | Totale carriera        |                     | 87+        | 0+         |

## Palmarès
- Campionato italiano: 1

Novese: 1921-1922